# 존 데사굴리에

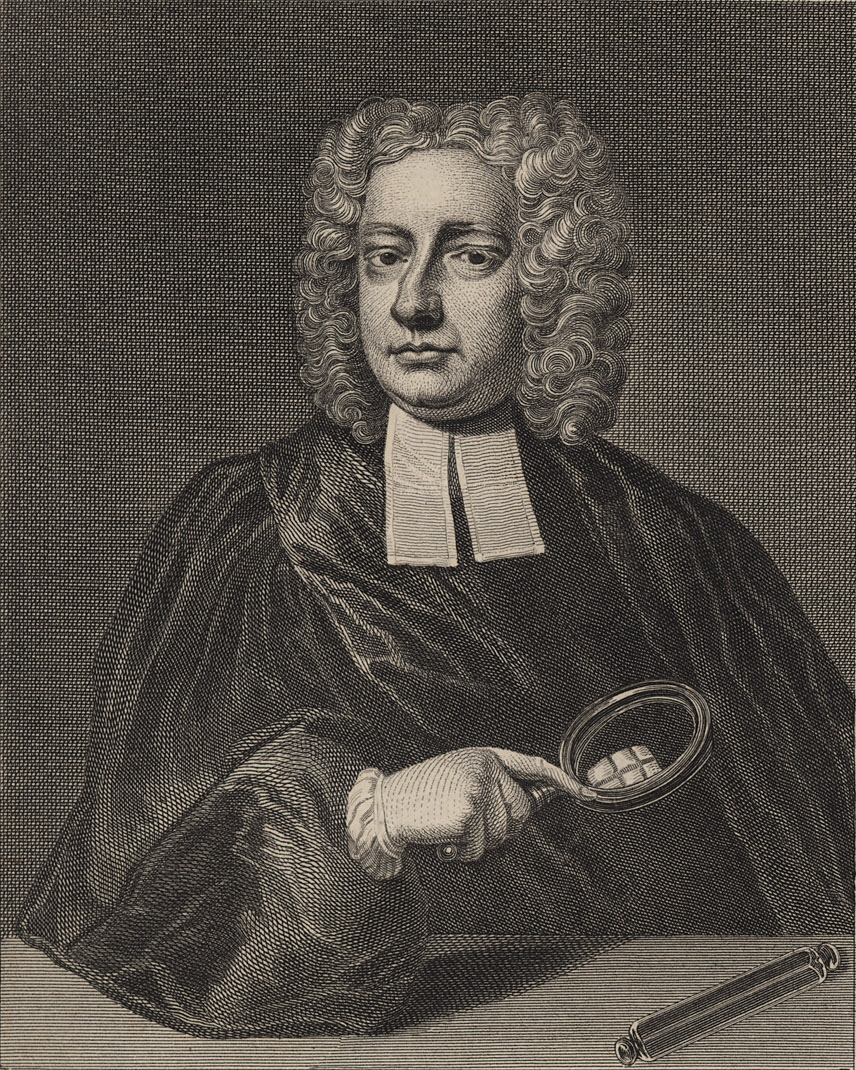

존 데사굴리에(본명: John Theophilus Desaguliers FRS, 1683년 3월 12일 – 1744년 2월 29일)는 영국의 자연 철학자, 성직자, 엔지니어 및 프리메이슨으로 1714년 아이작 뉴턴의 실험 보조원으로 왕립학회에 선출되었다. 그는 옥스퍼드에서 공부했으며 나중에 공개 강연을 통해 뉴턴 이론과 그 실제 적용을 대중화했다. 데사굴리에의 가장 중요한 후원자는 제임스 브리지스(James Brydges, 1st Duke of Chandos)였다. 프리메이슨으로서 데사굴리에는 1720년대 초 런던의 첫 번째 그랜드 로지(Grand Lodge)의 성공에 중요한 역할을 했으며 세 번째 그랜드 마스터(Grand Master)를 역임했다.

## 같이 보기
- 전하
- 증기 기관#발전 과정
- 환기